# Дублянский, Виктор Николаевич
Виктор Николаевич Дублянский (19 мая 1930, Одесса — 22 сентября 2012, Санкт-Петербург) — советский, российский и украинский геолог и спелеолог, профессор, один из организаторов спелеологического движения в СССР. Автор более 520 научных работ, руководитель 46 научных экспедиций, исследовал более 1000 подземных полостей. Именем Дублянского названы карстовая шахта на Караби-Яйле и один из залов пещеры Эмине-Баир-Хосар.

## Биография
Родился в Одессе в 1930 году в семье математиков: мать преподавала математику на рабфаке Политехнического института, отец работал на должности инженера судостроительного завода им. Марти. Оба деда учёного были военными. В 1954 году получил специальность геолога в Одесском государственном университете, до 1957 года был там аспирантом. Четыре десятка лет, с 1957 по 1997 годы, работал в Институте минеральных ресурсов АН СССР в Симферополе, сначала в должности младшего, а с 1964 года — старшего научного сотрудника. Защитил в 1960 году диссертацию на соискание степени кандидата геолого-минералогических наук («Геология и гидрогеология бассейна реки Тилигул»), в 1972 году — докторскую диссертацию «Генезис и гидрогеологическое значение крупных карстовых полостей Украины».
В 1992 году вёл учебно-педагогическую деятельность в Симферопольском университете. С 1994 года являлся действительным членом Крымской Академии Наук.
С 1997 года Дублянский жил и работал в Перми: профессор, затем заведующий кафедрой инженерной геологии и охраны недр Пермского университета. В 2008 году он вышел на пенсию, уехав в Санкт-Петербург. Ушёл из жизни 22 сентября 2012 года, похоронен на Смоленском православном кладбище.
Супруга — геолог Г. Н. Дублянская (род. 1941).

### Отзывы о научной деятельности
«В. Н. Дублянский, возглавив научное руководство Кунгурской лабораторией-стационаром, проявил недюжинные организаторские способности и оказал неоценимую помощь в становлении этого старейшего академического подразделения на Западном Урале. Его непререкаемый авторитет ученого, внутреннее обаяние и интеллигентность оказали большое влияние на формирование молодых научных сотрудников стационара. Его высочайшая требовательность к себе и окружающим, работоспособность, организованность, широкая эрудиция и признанный авторитет в отечественной и мировой науке позволили создать на базе Кунгурской лаборатории одну из лучших в стране школу спелеологов и карстоведов».
— А. Е. Красноштейн
.

### Звания и награды
- За развитие спелеологии в Болгарии награждён почетным знаком «Златен прилеп» (1966 г.)
- Награждён золотой медалью и почетной грамотой Международного союза спелеологов (1973).
- За достижения в исследовании карста и пещер СССР и научный вклад в теорию спелеоморфогенеза — отмечен почетным дипломом Географического общества СССР (1975).
- За заслуги в области подготовки специалистов и развитие науки — награждён орденом «Знак почета» (1981 г.) и медалью «Ветеран труда» (1985 г.).
- За открытие и исследование карстовых полостей Крыма и Украины — отмечен грамотой Президиума Верховного Совета УССР и памятной медалью «150 лет со дня рождения Н. М. Пржевальского» Географического общества СССР (1990 г.).
- В 1993 г. избран почетным членом Украинской спелеологической ассоциации.
- В 1993 г. присвоено почетное звание «Заслуженный деятель науки и техники Украины».
- В 1994 г. за монографию «Картографирование, районирование и инженерно-геологическая оценка закарстованных территорий» (в соавторстве с Г. Н. Дублянской) присуждена Государственная премия республики Крым.
- В 1994 г. избран действительным членом Крымской Академии науки Академии наук высшей школы Украины.
- За заслуги в области отечественного карстоведения и спелеологии избран почетным членом Русского географического общества (2000 г.).
- За книгу «Занимательная спелеология» присуждена премия Пермской области имени Г. А. Максимовича (2001 г.).
- Книга «Занимательная спелеология» также отмечена дипломом III фестиваля экстремального и приключенческого туризма (Москва, 2003 г.).
- За личный вклад в изучение пещер страны награжден медалью памяти А. И. Морозова (2003 г.)[4].

## Память
- Именем Дублянского названы шахта на Караби-Яйле и один из залов пещеры Эмине-Баир-Хосар[3].

## Труды

### Научно-популярные работы
- «Как раскрываются тайны» (Симферополь, 1962);
- «Чудеса подземного мира» (Симферополь, 1965);
- «Вслед за каплей воды» (Москва, 1971);
- «В глубинах подземного мира» (Москва, 1977);
- «Занимательная спелеология» (Челябинск, 2000);
- «Кунгурская пещера» (Пермь, 2004);
- «Пещеры и моя жизнь» (Пермь, 2006).

### Научная спелеология
- «Гидрогеология карста Альпийской складчатой области юга СССР» (Москва, 1984);
- «Микроклимат карстовых полостей Горного Крыма» (Киев, 1989);
- «Терминология карста» (Москва, 1991);
- «Картографирование, районирование и инженерно-геологическая оценка закарстованных территорий» (Новосибирск, 1992);
- «Теоретические основы изучения парагенезиса карст — подтопление» (Пермь, 1998);
- «Классификация и использование подземных пространств» (Екатеринбург, 2001);
- «Общее карстоведение» (Пермь, 2003);
- «Карст мира» (Пермь, 2007);
- «Региональное карстоведение» (Пермь, 2008);
- "Инженерное карстоведение (Пермь, 2009).

### Учебные пособия по спелеологии
- «Путешествия под землей» (М., 1968);
- «Спелеотуризм» (Киев, 1973);
- «Методика описания пещер» (М., 1980);
- «Карстовые пещеры» (М., 1980);
- «Путешествия под землей» (М., 1983);
- «Проблемы изучения карстовых полостей гор южных областей СССР» (Ташкент, 1983).

### Отдельные работы по региональному карсту
- «Применение геоэлектрических методов исследований к решению основных проблем карста Горного Крыма» (Киев, 1966);
- «Карстолого-геофизические исследования карстовых полостей Приднестровской Подолии и Покутья» (Киев, 1969);
- «Пещеры Крыма» (Симферополь, 1970);
- «Карстовые пещеры и шахты Горного Крыма» (Ленинград, 1977);
- «Изучение карстовых полостей и подземных вод карстовых массивов Западного Кавказа» (Сочи, 1980);
- «Карстовые пещеры Украины» (Киев, 1980);
- «Крупнейшие карстовые пещеры и шахты СССР» (Москва, 1982);
- «Карст Бзыбского хребта» (Москва, 2001);
- «Красная пещера» (Москва, 2002);
- «Кунгурская пещера. Опыт режимных наблюдений» (Екатеринбург, 2005);
- «Карст мира» (Пермь, 2007).

### Кадастры
- «Крупные карстовые полости СССР. Крымская спелеопровинция» (Симферополь, 1987);
- «Крупные карстовые полости СССР. Спелеопровинции Большого и Малого Кавказа» (Симферополь, 1987);
- «Кадастр карстовых полостей в конгломератах и песчаниках» (Москва, 1991);
- «Карстовая республика» (Симферополь, 1996),
- «Сульфатные и карбонатные пещеры Пермского края» (Пермь, 2010).

### Охрана окружающей среды
- «Комплексные карстолого-спелеологические исследования и охрана геологической среды Западного Кавказа» (Сочи, 1987);
- «Проблемы рационального использования окружающей среды Крыма» (Симферополь, 1990);
- «Классификация, использование и охрана подземных пространств» (Екатеринбург, 2001).

### Крупные научные и популярные работы, вышедшие под редакцией В. Н. Дублянского
- Кадастр пещер СССР в конгломератах и песчаниках. (Деп. ВИНИТИ, 1991).
- Инженерно-геологическое обеспечение недропользования и охраны окружающей среды. (Пермь, 1997).
- Пещеры. (Пермь, 1998).
- Пещеры. (Пермь, 2001).
- Кунгурская Ледяная пещера. 300 летнаучной и туристической деятельности. (Кунгур, 2003).
- Пещеры. (Пермь, 2004).
- Карстоведение-XXI в.: теоретическое и практическое значение (тезисы) (Пермь).
- Карстоведение-XXI в.: теоретическое и практическое значение (доклады; совместно с В. Н. Катаевым. Пермь).